# 正栄デリシィ
株式会社正栄デリシィ（しょうえいデリシィ）は、茨城県筑西市にある菓子製造販売会社。「お金のチョコ」や「サク山チョコ次郎」で知られる。

## 概要
東京都台東区に本社を置く正栄食品工業の子会社である。正栄食品工業の菓子部門は2002年1月に「正栄菓子」として独立したが、正栄食品工業の菓子事業を統合再編するため、2007年に新たに「正栄デリシィ」を設立し、子会社であった正栄菓子、常陽製菓株式会社(筑西市、米菓・豆菓子）、株式会社モンド（ビスケット）の3社を合併した。以後、それまで正栄食品工業の名義で販売していたチョコレート、ビスケットなどは、正栄デリシィの名義で製造・販売している。
2007年5月より、茨城県筑西市の工場が稼動し、営業を始める。2018年2月、茨城県筑西市に新たにチョコレート工場（現・正栄デリシィ本社工場）が竣工。
従来は「お金のチョコ」や「いちごチョコ」と言った駄菓子の他、チョコなどの大袋商品や各社のPB商品が主力であったが、2017年にチョコビスケットの「サク山チョコ次郎」を発売し、現在はこれが主力となっている。
2022年5月、新ブランド『emmy エミー』を立ち上げる。ブランドコンセプトは「笑えるおいしさ」。

## 主な製品

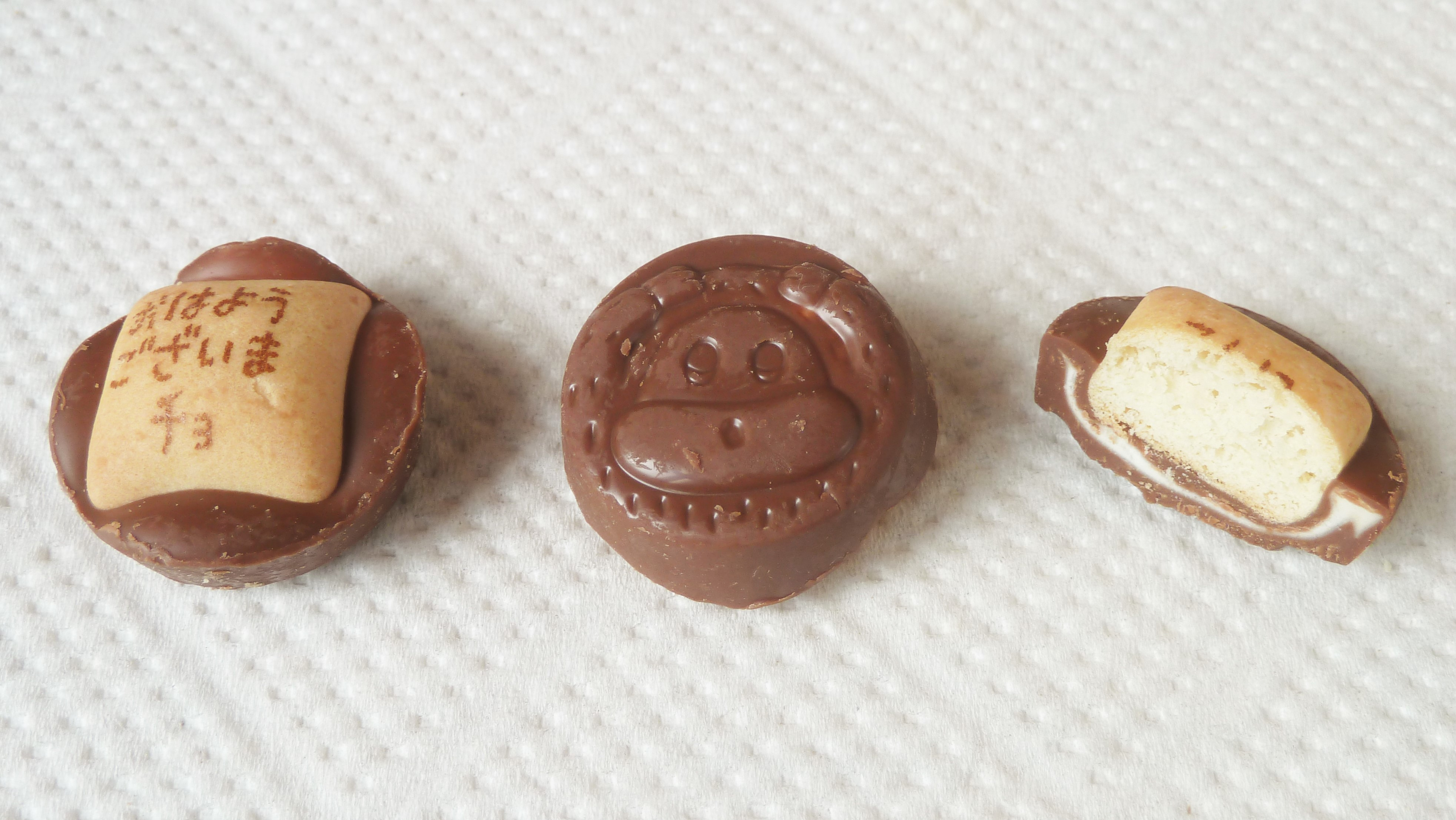
サク山チョコ次郎

- お金のチョコ - パフが入った板チョコで、「お金のカード」（子供銀行券）が1枚付いている。低い確率で「レアカード」（キラカード）が入っている。姉妹商品として、「わんこのカード」が付いた「おしゃべりわんこ」、「ねこのカード」が付いた「きまぐれねこにゃん」が存在する。
- サク山チョコ次郎 - 2017年9月発売。2022年10月より出川哲朗がCMソングを歌っている。

### 販売終了した製品
- いちごチョコ - スプーンの形をした棒の先にイチゴの形をしたチョコが付いている駄菓子。
- ゴールデンチョップ - 2000年代に販売されていた、有楽製菓の「ブラックサンダー」に酷似したチョコ菓子。キャッチコピーは「うまさヘビー級！」。同じく、「ブラックサンダー」に酷似した「ザクザクKING」と言う製品も2010年頃に販売されていた。